# メラミン
メラミン (melamine) は、有機化合物の一種で、構造の中心にトリアジン環、その周辺にアミノ基3個を持つ有機窒素化合物。ホルムアルデヒドとともに、メラミン樹脂の主原料とされる。

## 性質
昇華性を持ち、融点は 345℃。ただし融解した状態においてはアンモニアを発生しながら分解する。安定に存在させるためにはアンモニア 6 MPa（60気圧）以上の圧力が必要である。
水溶液は弱塩基性。　

## 合成
工業的には尿素を原料として製造されている（尿素法）。 製法としては
1. 低圧法：0.1–1 MPa（1–10気圧）の圧力でアルミナ、シリカなどを触媒に 35–40℃ で反応させる
2. 高圧法：4–10 MPa（40–100気圧）の圧力で無触媒で反応させる

の2種類の反応方法がある。
いずれの方法でも副生成物として、アンモニアと二酸化炭素と水が生成する。これらは併設されている尿素プラントに戻され、尿素の原料として再利用される場合が多い。
尿素法以前に主流だったジシアンジアミドを原料とする製法は、現在ではほとんど行われていない。

## 用途
メラミンはホルムアルデヒドと反応し、メチロールメラミンを生成する。メチロールメラミンは熱硬化性樹脂（メラミン樹脂）の原料となり、生産されるメラミンのほとんどが合成樹脂の製造に利用される。
メラミン樹脂は耐熱・耐水・機械強度などで優れた性質を持ち、大量に製造されている。

## 毒性
メラミンのラットでの経口投与による半数致死量 (LD50) は 1–3 g/kg 程度であり、メラミン自体の急性毒性は比較的低いが、シアヌル酸（メラミン生産の副産物）と一緒に摂取すると不溶性のメラミンシアヌレートとなり、生命に関わることが動物実験で判明している。

## 食品への混入
中国の食品メーカーが食品のタンパク質含有量（窒素含有量）を贋造するために利用した。2007年にメラミンが混入された中国製ペットフードがアメリカ等に輸出され、犬や猫が主に腎不全で死亡する事件が起きた。2008年には中国でメラミン混入粉ミルクが原因で乳幼児に腎不全が多発する事件が起きた。このとき、日本でも中国産輸入食品からメラミンが検出された。腎毒性の発現にはメラミンに加えてシアヌル酸の関与が疑われている。